# Felipe Pereyra de Lucena
Felipe Pereyra de Lucena (Buenos Aires, Virreinato del Río de la Plata, 27 de mayo de 1789-Jesús de Machaca, Alto Perú, 20 de junio de 1811) fue un militar rioplatense que junto con Manuel Artigas fueron considerados como los dos primeros jefes militares que dieron su vida por la patria durante las campañas en el Alto Perú y la Banda Oriental. También actuó durante las Invasiones Inglesas.

## Biografía
Nació en Buenos Aires, el 27 de mayo de 1789. Sus padres fueron José Pereyra de Lucena y María Inés Pelliza. Tuvo una sólida preparación en matemáticas y en 1806 terminó de cursar sus estudios en el Colegio de San Carlos.
Durante las Invasiones Inglesas de 1807 actuó como cadete en el Real Batallón de Artillería. Durante la Revolución de Mayo ya había alcanzado el grado de teniente de artillería del Batallón de Artillería Volante, partiendo con ese grado hacia la campaña del Alto Perú. Por su comportamiento mereció distinciones especiales y el 18 de febrero de 1809 fue promovido a subteniente del Cuerpo de Patricios de la Unión. El 11 de octubre del mismo año revista ya como teniente del Batallón de Artillería Volante, en la 7.ª Compañía para la expedición que fue al Alto Perú, a las órdenes del coronel Francisco Antonio Ortiz de Ocampo.  Pereyra Lucena, a preferencia de otros oficiales y mayor antigüedad, fue designado para ejercer el cargo de 2.º jefe de la dotación de piezas asignada a la columna patriota.
En junio de 1811 logró el grado de capitán. Tomó parte activa en el combate de Cotagaita (27 de octubre) y en la batalla de Suipacha (7 de noviembre). Le fue encargado montar la compañía de artillería de Cochabamba, y en junio de 1811 tenía a sus órdenes más de 200 plazas y 18 piezas de diferentes calibres, como comandante de la misma. El encuentro con una de las columnas de José Manuel de Goyeneche tuvo lugar el 20 de junio de 1811, en la entrada de la quebrada de Yuraycoragua. Intervino en la acción con 12 de las 18 piezas de la artillería patriota avanzando sobre la columna enemiga logrando ganar un seno en la sierra. Pero fue herido de gravedad.
Trasladado al poblado de Jesús de Machaca, falleció el 20 de junio de 1811 a la edad de 22 años.

## Placa en la Pirámide de Mayo

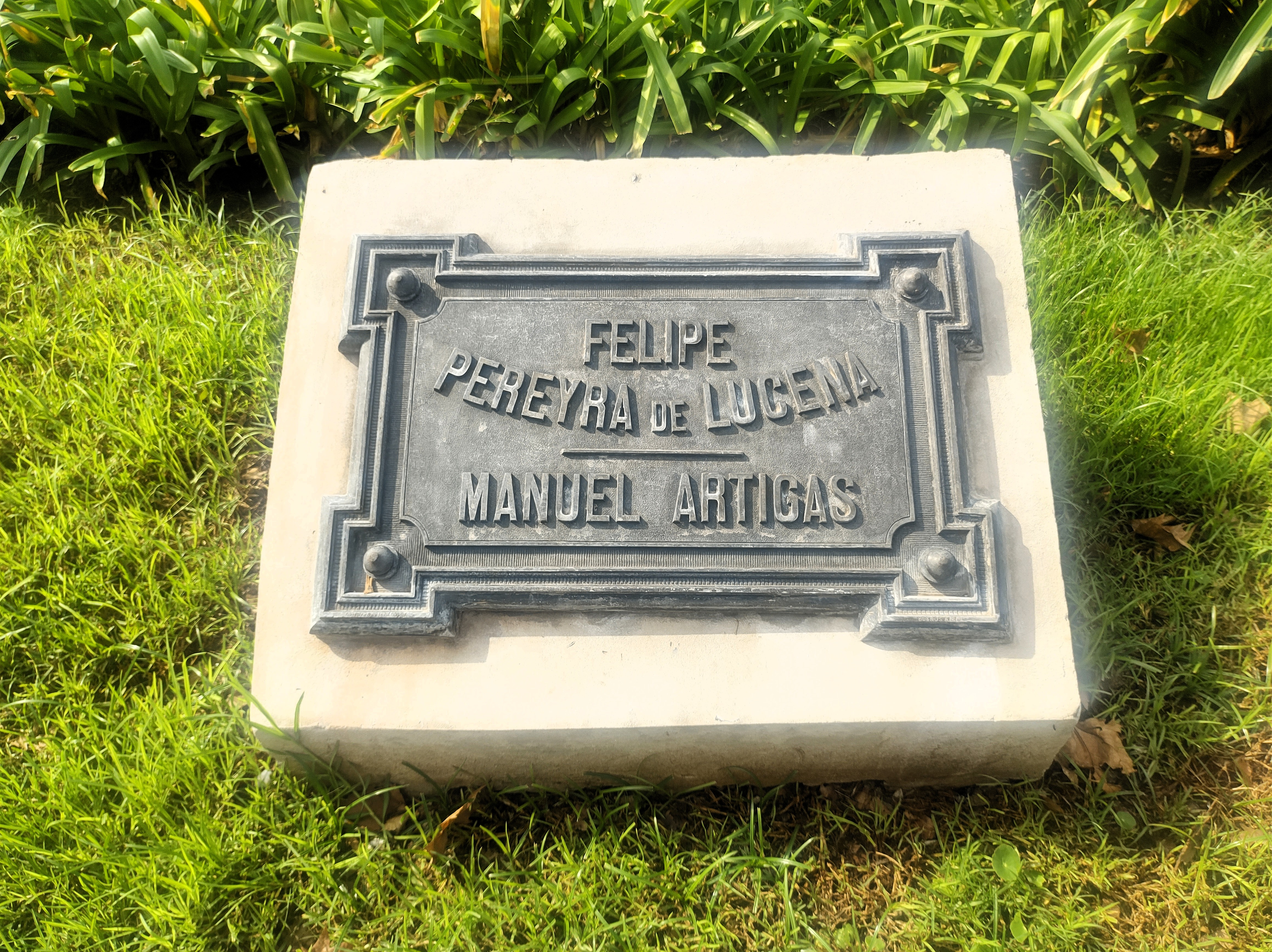
Placa recordando a Felipe Pereyra de Lucena y a Manuel Artigas

La noticia de su baja y la de otro oficial, Manuel Artigas, causó impresión, por lo que la Junta Grande dispuso que se grabaran sus nombres en una lámina de bronce en la Pirámide de Mayo. En 1812 el padre de Felipe pidió que se cumpliese la disposición, pero al no poder costearse los 600 pesos de la placa no se cumplió con la misma, inscribiéndose sus nombres de manera provisoria durante las celebraciones del 25 de mayo. 
El padre del capitán Pereyra de Lucena insistió en 1812 pero nada se hizo. Parientes del capitán volvieron a insistir en 1856, pero el asunto volvió a quedar suspendido. Recién en 1891, una comisión popular realizó una suscripción en el momento en que se repatriaban los restos de los generales Rondeau, Martín Rodríguez, Olazábal, Galván y el coronel Quesada. Así se costeó la placa ( es de bronce y mide 85 cm de largo por 57 cm de alto) colocándosela el 24 de mayo de ese año, en su base, en el costado oeste de la Pirámide, siendo  Presidente de la República Carlos Pellegrini. Luego de las remodelaciones de 2017, fue reubicada junto a la Pirámide, pero en el suelo.
Una calle  en el barrio de Palermo en Buenos Aires, y otra en Lomas de Zamora, Provincia de Buenos Aires, llevan el nombre de este militar, así como también el Grupo de Artillería de Montaña 5 del Ejército Argentino con asiento en Los Molinos, San Salvador de Jujuy.